# Tipula absona
Tipula absona är en tvåvingeart som beskrevs av Alexander 1937. Tipula absona ingår i släktet Tipula och familjen storharkrankar.
Artens utbredningsområde är Ecuador. Inga underarter finns listade i Catalogue of Life.